# 瀬戸インターチェンジ (岡山県)

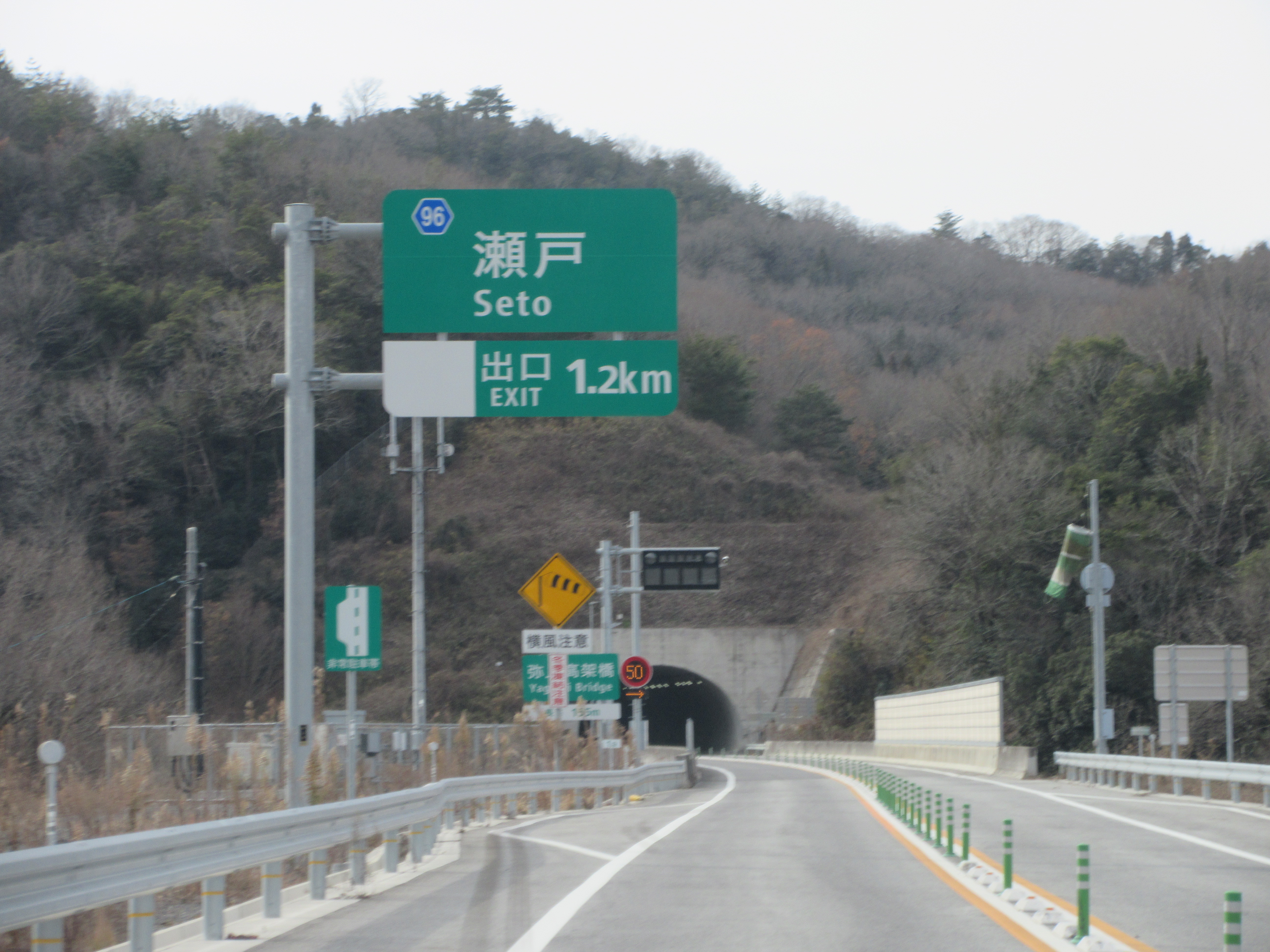
出口の予告標識

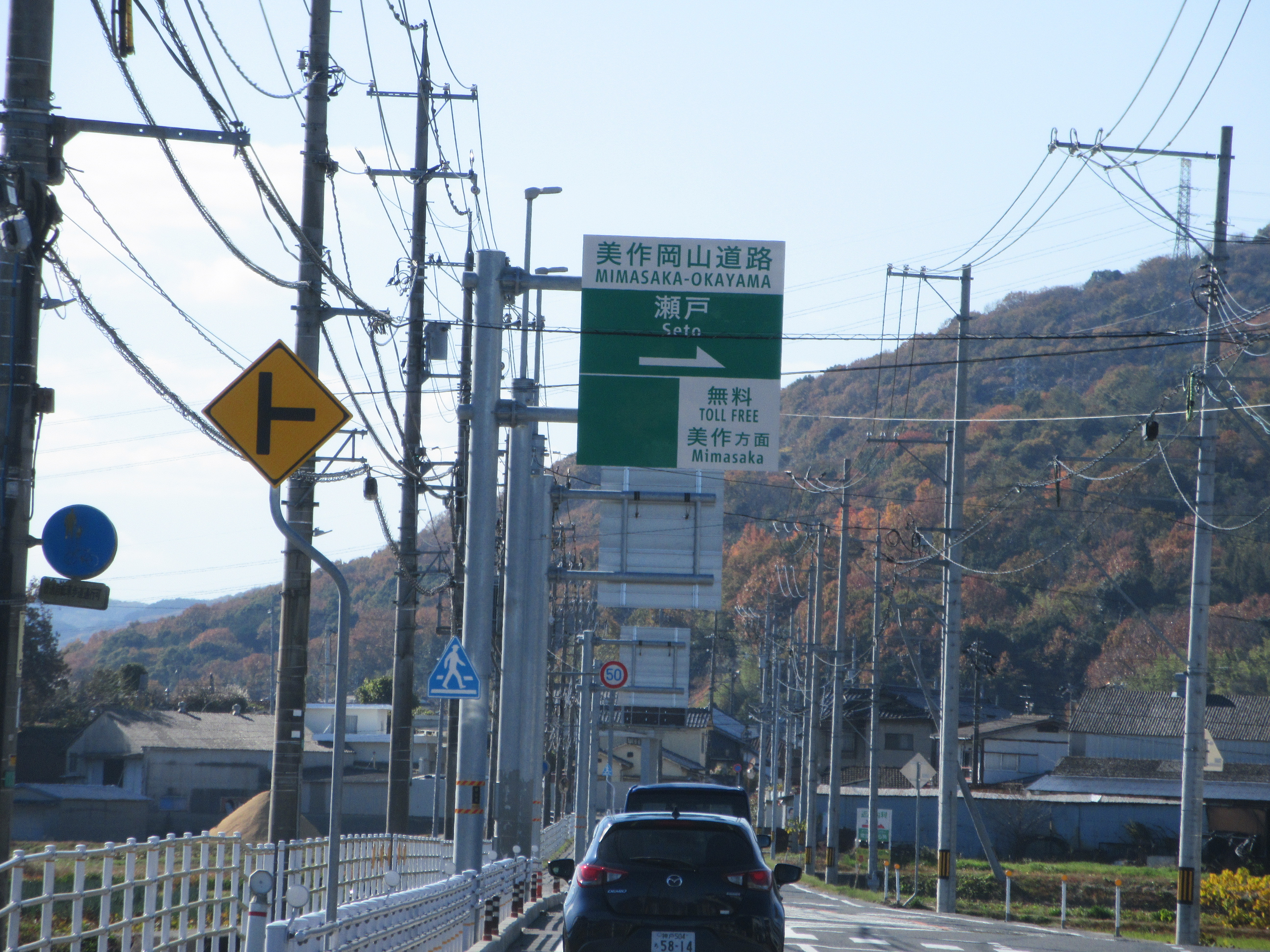
入口の案内標識

瀬戸インターチェンジ（せとインターチェンジ）は岡山県岡山市東区瀬戸町塩納にある美作岡山道路のインターチェンジである。

## 概要
2019年現在は瀬戸JCTが供用を開始していないため、当ICは熊山方面への出入りしかできない。また、瀬戸ICという名前だが、瀬戸地域の中心部には山陽自動車道の山陽ICの方が近い。

## 道路
- 美作岡山道路（岡山県道79号佐伯長船線）

## 歴史
- 2019年（平成31年）3月24日 : 熊山IC - 瀬戸IC 間開通に伴い、供用開始[1]

## 周辺
- JR山陽本線 万富駅
- キリンビアパーク岡山

## 接続する道路
- 岡山県道96号岡山赤穂線

## 隣
美作岡山道路
熊山IC - 瀬戸IC - 瀬戸JCT（事業中）